# Musophaga
Musophaga és un gènere d'ocells de la família dels musofàgids (Musophagidae).

## Taxonomia
La majoria d'autoritats taxonòmiques, basant-se en les investigacions de Veron & Winney (2000) i Dickinson & Christidis (2013), van desplaçar les dues espècies al gènere Tauraco (tauraco rossae i t. violacea). Tanmateix, les últimes investigacions basades en estudis de la seqüència mitocondrial i de l'ADN fan que HBW / Birds of the World les mantingui en Musophaga:
- turac de Lady Ross (Musophaga rossae).
- turac violaci (Musophaga violacea).